# Draposa
Draposa es un género de arañas araneomorfas de la familia Lycosidae. Se encuentra en Asia.

## Lista de especies
Según The World Spider Catalog 12.0:
- Draposa atropalpis (Gravely, 1924)
- Draposa lyrivulva (Bösenberg & Strand, 1906)
- Draposa nicobarica (Thorell, 1891)
- Draposa oakleyi (Gravely, 1924)
- Draposa porpaensis (Gajbe, 2004)
- Draposa subhadrae (Patel & Reddy, 1993)
- Draposa tenasserimensis (Thorell, 1895)
- Draposa zhanjiangensis (Yin, Wang, Peng & Xie, 1995)